# Crosville-sur-Scie
Crosville-sur-Scie is een gemeente in het Franse departement Seine-Maritime (regio Normandië) en telt 236 inwoners (1999). De plaats maakt deel uit van het arrondissement Dieppe.

## Geografie
De oppervlakte van Crosville-sur-Scie bedraagt 3,5 km², de bevolkingsdichtheid is 67,4 inwoners per km².
De onderstaande kaart toont de ligging van Crosville-sur-Scie met de belangrijkste infrastructuur en aangrenzende gemeenten.

## Demografie
Onderstaande figuur toont het verloop van het inwonertal (bron: INSEE-tellingen).